# Nesospiza acunhae
Tentilhão-da-inacessível ou canário-da-inacessível (Nesospiza acunhae) é uma espécie de ave da família Emberizidae.
É endémica de Santa Helena (território). Os seus habitats naturais são: matagal de clima temperado e campos de gramíneas subantárcticos. Está ameaçada por perda de habitat.